# Belarussische Unabhängige Partei
Die Belarussische Unabhängige Partei (belarussisch Беларуская незалежніцкая партыя, БНП Belaruskaja nesaleschnizkaja partyja, BNP) war eine geheime Organisation belarussischer Kollaborateure, die während der deutschen Besatzung im Zweiten Weltkrieg gegründet wurde.
Die Belarussische Unabhängige Partei wurde im Juli 1942 in Minsk gegründet und von Winzent Hadleuski, Usewalad Rodska und Michal Wituschka angeführt. Ihre Mitglieder umfassten Verwaltungsbeamte und Offiziere belarussischer Militäreinheiten. Offiziell soll sich die Organisation darum bemüht haben Widerstand gegenüber den deutschen Besatzern sowie der Sowjetunion zu leisten. Heimlich arbeitete sie jedoch mit der Abwehr zusammen. Unter dem Slogan Wir werden entweder ein unabhängiges Belarus sichern oder im Kampf sterben, war die Belarussische Unabhängige Partei dazu in der Lage eine substanzielle Anzahl an Belarussen für Ablenkungs- und Spionageaktivitäten hinter den Linien der Roten Armee zu gewinnen. Im Juli 1944 wurde von der Abwehr ein spezielles Trainingslager für Kommandotruppen der Belarussischen Unabhängigen Partei in Dallwitz (Ostpr.) errichtet, wodurch das Luftlandebataillon Dallwitz hervorging. Nach der Verdrängung der Deutschen durch die Rote Armee kämpften einige Einheiten der Belarussischen Unabhängigen Partei gegen die Sowjets, die jedoch schon bald liquidiert wurden.